# 法老王 (游戏)
《法老王》是一款由印象游戏开发，并由雪乐山于1999年11月发行的等轴视图城市建造游戏。在中国大陆由奥美电子于2000年1月18日发行。该游戏采用与《凯撒大帝3》相同的技术，是雪乐山城市建设系列中第一款以非罗马文明为主题的游戏。在游戏中，玩家需要建设并管理古埃及城市，保障市民的食物、工作、医疗等基本需求，发展宗教、娱乐及教育事业，抵御疾病、灾难和战争。玩家还需要完成各种任务目标，满足“法老”和神灵的要求，建造各种奇观，提升城市的繁荣度等等。2000年，BreakAway Games发行了资料片《克利奥帕特拉：尼罗河女王》（中国大陆通常称为《埃及艳后》）。2001年，游戏本体和资料片作为“法老黄金版”一起销售。  2023年，Triskell Interactive和Dotemu发行了重制版游戏《法老：新纪元》

## 游戏玩法
法老王以二维等距视角进行游戏。游戏内视角的放大倍数固定，但视角可以90度角逆时针或顺时针改变。大部分控制通过鼠标和键盘快捷键进行，界面系统与《凯撒大帝III》类似。游戏中有许多按钮用于不同类型的建设，例如住房、道路、消息、纠正错误、问题地点、地图、顾问等。这些按钮提供有关城市发展和遇到的任何问题的信息，以及城市当前的问题和住房抢救无效需求。城市生活的各个方面，如住房、宗教、战争和贸易，都经过精心设计，以切实反映当时古埃及城市的实际状况，可用的商品和服务。游戏中使用了各个法老的名字，并带有古埃及历史人物的形象，游戏的帮助菜单和说明书提供了有关古埃及习俗的部分百科全书。虽然游戏使用德本作为货币，但古埃及并未使用过任何标准化的金属货币。尽管法老王的解谜元素使其模拟效果远非真实，但游戏忠实地反映了埃及历史上重大事件的时间顺序和时间，包括纪念碑的建造、战争和国家灾难、著名领袖的诞生和逝世、以及古代城市的建立和衰落。

### 游戏模式
该游戏有两种游戏模式——战役和自由建造。在战役模式中，玩家专注于在古埃及的不同时期建立城市，最初致力于游牧定居点，然后负责为各个古埃及领导人建立贸易中心、大城市和纪念碑。随着战役模式的进展，玩家会不断晋升，直到成为法老。玩家将体验古埃及历史的五个时期（加上克利奥帕特拉时期则为六个时期），其中第一个时期作为基础教程。在后期，玩家可以在两个任务之间进行选择，通常是和平任务和军事任务，但只需完成其中一个即可继续战役。
在自由建造模式中，玩家可以选择若干个独立场景。有些游戏没有获胜条件，允许开放式的“沙盒”城市建设，而其他游戏则提出了要实现的目标。游戏提供了地图编辑器，以方便用户为此模式创建设计的场景。

### 游戏元素
法老王模拟了古埃及人生活和城市管理的许多方面。虽然游戏中的许多元素，从住房到工业，都是从《凯撒大帝III》中借鉴而来的，但游戏还是通过差异化和新功能彰显了自己的特色。例如，住宅用地划定后，移民就可以入住并建造自己的住宅。当对商品、服务和理想环境的需求得到满足时，住房将自动得到改善，包括外观。 虽然游戏中保留了人口、繁荣和文化，但恩惠被重新命名为“王国评价”，并保持相同的功能，即分数基于统治法老对玩家表现的看法（一旦玩家成为法老，这将成为更广泛国家的看法）。和平被一个新的目标“纪念碑”所取代，该目标侧重于玩家努力在他们的城市内建立所需的纪念碑；玩家通常会在下一个任务的简报中获得他们需要建造的纪念碑的知识。
在农业方面，洪泛平原农场是尼罗河附近建造的一个新建筑。 另外，还可以利用灌溉沟渠来提高农田的肥力。渔民通常在尼罗河上的船上作业。狩猎是法老王的新特性；要猎杀的动物会出现在游戏地图上。法老王有着各种各样的原材料和制成品。材料包括粘土（可制成陶器）、芦苇（可制成纸莎草纸）； 以及各种类型的石材。 原材料和货物都可以与其他城市进行交易，换取货币。在某些城市地图上，生产某些商品所需的原材料不可用，因此有时需要进口昂贵的材料。为了给城市财政创造资金，出口往往是必要的。 
与《凯撒大帝III》的参议院大楼一样，城市宫殿是城市的金库。虽然建筑师像《凯撒大帝III》一样在自己的建筑中开展工作，但火灾和预防犯罪却由两个独立的建筑和人员进行——消防站和消防员，警察局和警察。玩家还可以建造法院。该系列的另一个新功能是可以在各种任务中建造古埃及历史纪念碑。此类项目需要各种工人、设施和建筑材料 ，而且与大多数其他建筑不同，建造起来需要时间。 
游戏中有五位神需要安抚，他们各自关注城市的不同方面——拉（王国）、巴斯特（家庭）、奥西里斯（农业）、普塔（工业）和塞特（战争）。每个城市都有一位或几位神来崇拜：一位是该城市的守护神，其他都是地方神。玩家可以建造神殿、神庙或神庙群来安抚神灵。像在凯撒大帝III中一样，众神在平息怒火时会赐予礼物，在被激怒时则会降下灾难，这取决于他们的关注点；例如，奥西里斯可以改善尼罗河的洪水并增加农作物产量，但也会降低尼罗河每年洪水的质量。 
与埃及的敌人作战是游戏的次要元素。 法老王有三种不同的单位类型：步兵、弓箭手和战车骑手。玩家的城市可能会遭到敌军的攻击，通常在任务过程中会多次攻击。还可以派遣部队去城外支援埃及军队的战斗。法老王的一个新内容是海战。玩家可以使用两种类型的舰船——运输船（用于运送地面部队过水）和战舰（用于与抵达该地区的敌舰作战）。 
游戏还移除了《凯撒大帝III》中的某些内容，比如大型桥梁以及无法通过渡船以外的方式穿越大片水域。  

## 反响
| 汇总媒体     | 得分 |
| ------------ | ---- |
| GameRankings | 82%  |

| 媒体            | 得分   |
| --------------- | ------ |
| AllGame         | [ 10 ] |
| CNET Gamecenter | 7/10   |
| 電腦遊戲策略＋  | [ 12 ] |
| EP Daily        | 8/10   |
| Eurogamer       | 7/10   |
| Game Informer   | 8.5/10 |
| GameSpot        | 8.2/10 |
| GameSpy         | 87%    |
| IGN             | 9/10   |
| Jeuxvideo.com   | 17/20  |
| 次世代          | [ 20 ] |
| PC Accelerator  | 9/10   |
| PC Gamer美国    | 83%    |

### 评论
根据评论汇总网站GameRankings的数据，这款游戏获得了好评。《次世代》的Daniel Erickson这样评价这款游戏：“金字塔建造和洪泛区管理完美结合，成就了一款出色的城市建设游戏。”《GamePro》的Barry Brenesal表示：“虽然法老王并没有什么新鲜之处（除非考虑到它那充满异域风情的配乐，刚开始一两天还很好听，但之后就像在炎热的埃及太阳下放置过久的东西一样），但它与《凯撒大帝III》有着同样的魅力，在一款更注重资源开发而非狂热的实时游戏中提供了良好的战略挑战。推荐。” 
在第三届年度互动成就奖颁奖典礼上，互动艺术与科学学会将《法老王》评选为“艺术指导杰出成就奖”的入围作品，该奖项最终颁给了《最终幻想VIII》。

### 销售
在德国市场，该游戏于1999年11月下半月在Media Control的电脑游戏销售排行榜上首次亮相就排名第四。截至年底，该榜单已连续六周位居榜首，并于12月获得第五名。次年，该游戏在 1 月份继续排名第五，并在 2 月份排名第六。 2000年4月，Verband der Unterhaltungssoftware Deutschland (VUD) 授予该游戏“金奖”，表明该游戏在德国、奥地利和瑞士的销量至少为100,000份。到2000年8月，这款游戏仍位居《Media Control》杂志的前10名，并于2000年11月之后保持前20名。至此，这款游戏已在该公司畅销游戏排行榜前30名中停留了13个月。 

这款游戏成为了全球热门游戏。MeriStation称，截至2000年7月，它与《凯撒大帝III》的全球总销量已超过100万台。

## 扩展包
次年，BreakAway Games开发了扩展包埃及艳后，将游戏的主要战役延伸至希腊化时期。原版游戏和扩展包通常被称为法老王与埃及艳后，并且可以整体购买。

### 反响
| 汇总媒体   | 得分   |
| ---------- | ------ |
| Metacritic | 77/100 |

| 媒体            | 得分   |
| --------------- | ------ |
| CNET Gamecenter | 7/10   |
| 電腦遊戲策略＋  | [ 36 ] |
| EP Daily        | 8/10   |
| GameSpot        | 7.5/10 |
| GameSpy         | 80%    |
| IGN             | 8.6/10 |
| Jeuxvideo.com   | 16/20  |

根据评论聚合网站Metacritic的数据，埃及艳后获得了“普遍好评”。《GamePro》的Brenesal表示，这款游戏具有“纯粹的观赏乐趣，街道上挤满了仆人、地方官员和移民。埃及艳后的模拟元素使其与《模拟城市3000》颇为相似，但更具个性。”  

## 影响

### 续集
下一款城市建设系列的游戏《宙斯：众神之王》于2000年发布。该游戏有许多变化，包括将背景设定在古希腊，并调整了部分游戏机制；然而，在大多数方面，它仍然被认为与《法老王》非常相似。  2004年，该系列的另一款游戏《不朽之都：尼罗河的儿女》则重新回到了古埃及背景 。

### 重制
2020年8月，Triskell Interactive和Dotemu宣布推出重制版《法老：新紀元》。早期开发计划为现代计算机系统编写新代码并更新用户界面，并加入《法老王》和埃及艳后资料片中的战役模式。 重制版于2023年2月15日发行。

### 类似游戏
尼布甲尼撒（2021 年）   和埃及的建造者（2025 年）   由于玩法和背景设定相似，常被拿来与《法老王》进行比较。

## 说明
1. ↑  GamePro gave the game three 4/5 scores for graphics, control, and fun factor, and 3.5/5 for sound.
2. ↑  GamePro gave the expansion pack three 4/5 scores for graphics, control, and fun factor, and 3.5/5 for sound.